# اگینکورت، مارت-ا-موسل
اگینکورت، مارت-ا-موسل (به فرانسوی: Agincourt, Meurthe-et-Moselle) یک کامین در فرانسه است که در Canton of Malzéville واقع شده‌است.

## خصوصیات
اگینکورت ۴٫۱۷ کیلومترمربع مساحت و ۴۲۰ نفر جمعیت دارد و ۲۲۵ متر بالاتر از سطح دریا واقع شده‌است.